# Takashi Kuwahara
Takashi Kuwahara (桑原 隆 Kuwahara Takashi?, nacido el 5 de mayo de 1948 en Shizuoka) es un exfutbolista japonés que se desempeñaba como centrocampista y entrenador.

## Clubes

### Como futbolista
| Club              | País  | Año         |
| ----------------- | ----- | ----------- |
| Furukawa Electric | Japón | 1967 - 1982 |

### Como entrenador
| Club                | País  | Año         |
| ------------------- | ----- | ----------- |
| PJM Futures         | Japón | 1993 - 1994 |
| Júbilo Iwata        | Japón | 1997        |
| Júbilo Iwata        | Japón | 1999        |
| Júbilo Iwata        | Japón | 2004        |
| Yokohama F. Marinos | Japón | 2008        |